# Finnviken
Finnviken är en sjö i Skellefteå kommun i Västerbotten och ingår i Byskeälven-Kågeälvens kustområde. Sjön har en area på 0,175 kvadratkilometer och ligger 2 meter över havet.

## Delavrinningsområde
Finnviken ingår i det delavrinningsområde (720998-175849) som SMHI kallar för Rinner till Byskefjärden. Medelhöjden är 7 meter över havet och ytan är 3,31 kvadratkilometer. Det finns inga avrinningsområden uppströms utan avrinningsområdet är högsta punkten. Avrinningsområdets utflöde mynnar i havet, utan att ha någon enskild mynningsplats.